# Malakoff-Rue Étienne Dolet
Malakoff-Rue Étienne Dolet è una stazione della linea 13 della metropolitana di Parigi.
Serve il comune di Malakoff.

## La stazione
Si tratta di una stazione di superficie all'aperto ed è stata inaugurata il 9 novembre 1976.
Il suo nome è un omaggio a Étienne Dolet (1509-1546), editore ed umanista, autore dei Commentaires sur la langue latine et de poèmes. Egli pubblicò Marot e Rabelais. Considerato un eretico venne impiccato e bruciato a Parigi.

## Interscambi
- Bus RATP - 191